# محمد شيران الخلجي
محمد شيران الخلجي كان حاكم البنغال من 1206 حتى 1208.

## التاريخ
بعد وفاة بختيار الخلجي، قام نبلاء الخلجيون في لخنور بتعيين شيران حاكمًا للبلاد. للصعود إلى العرش غزا الجيوش الموالية للمتمرد علي مردان الخلجي وتواضع له. لكن علي مردان الخلجي فر إلى دلهي واستفز سلطان دلهي لغزو البنغال. قام علي ماردان برفقة كيماج رومي حاكم عودا بغزو البنغال وعزل شيران الخلجي. هرب شيران الخلجي إلى ديناجبور (ربما جنوب ديناجبور الحالية، البنغال الغربية، الهند، وليس ديناجبور، بنغلاديش ) وتوفى بعد ذلك بفترة قصيرة.
قبر في ماهيشونتوش، يُعرف اليوم دهاموارات أوبزيلا في مقاطعة ناوغون، جنوب جنوب ديناجبور الحالية، غرب البنغال، الهند، باسم قبر شينابوتي ( جنرال ) شيرين الخلجي. يبلغ طول المقبرة 14 قدمًا وبجانب المسجد العتيق. يبعد هذا الموقع حوالي 25 كم شمال غرب سومابورا مهافيهارا.
| سبقه اختيار الدين محمد بن بختيار الخلجي | السلالة الخلجية بالبنغال 1206-1208 | تبعه غياث الدين عواج الخلجي |